# Martin Annen
Martin Annen (ur. 12 lutego 1974 w Zug) – szwajcarski bobsleista, trzykrotny medalista olimpijski oraz dwukrotny medalista mistrzostw świata.

## Kariera
Pierwszy sukces w karierze osiągnął w 2001 roku, kiedy wspólnie z Beatem Heftim wywalczył brązowy medal podczas mistrzostw świata w St. Moritz w dwójkach. W tym samym składzie Szwajcarzy wywalczyli także brązowy medal podczas mistrzostw świata w Calgary. W 2002 roku wziął udział w igrzyskach olimpijskich w Salt Lake City, gdzie w parze z Heftim zdobył brązowy medal w dwójkach. Na tej samej imprezie Annen wystąpił też w czwórkach, zajmując czwarte miejsce. Cztery lata później, podczas igrzysk w Turynie Annen był trzeci w dwójkach (z Heftim) i czwórkach (z Heftim, Thomasem Lamparterem i Cédrikiem Grandem). Ponadto w sezonach 2000/2001, 2001/2002 i 2004/2005 wygrywał klasyfikację dwójek Pucharu Świata.